# Balionycterini
Balionycterini – plemię ssaków z podrodziny Cynopterinae z obrębie rodziny rudawkowatych (Pteropodidae).

## Rozmieszczenie geograficzne
Plemię obejmuje gatunki występujące w południowej i południowo-wschodniej Azji.

## Podział systematyczny
Do plemienia należą następujące rodzaje:
- Dyacopterus Andersen, 1912 – dajakolot
- Sphaerias G.S. Miller, 1906 – kulecznik – jedynym przedstawicielem jest Sphaerias blanfordi (O. Thomas, 1891) – kulecznik górski
- Balionycteris Matschie, 1899 – skrzydłoplamek
- Aethalops O. Thomas, 1923 – owocnik
- Thoopterus Matschie, 1899 – bystrolot
- Alionycteris Kock, 1969 – owocożerek – jedynym przedstawicielem jest Alionycteris paucidentata Kock, 1969 – owocożerek gołonosy
- Haplonycteris B. Lawrence, 1939 – długopalczyk – jedynym przedstawicielem jest Haplonycteris fischeri B. Lawrence, 1939 – długopalczyk filipiński
- Otopteropus Kock, 1969 – luzańczyk – jedynym przedstawicielem jest Otopteropus cartilagonodus Kock, 1969 – luzańczyk dżunglowy
- Latidens Thonglongya, 1972 – tamilolot – jedynym przedstawicielem jest Latidens salimalii Thonglongya, 1972 – tamilolot jaskiniowy
- Chironax Andersen, 1912 – czapecznik
- Penthetor Andersen, 1912 – psolotek – jedynym przedstawicielem jest Penthetor lucasi (Dobson, 1880) – psolotek ciemny